# Larpelites celer
Larpelites celer là một loài tò vò trong họ Ichneumonidae.